# 張祺忠殺妻案
張祺忠殺妻案是於2018年8月16日發生在香港大學偉倫堂的一宗倫常命案。當晚，香港大學工程學院機械工程學系副教授張祺忠與妻子陳慧文爆發口角，用電線勒死對方，事後將尸體藏於大木箱，放置於辦公室。其後，張祺忠攜女兒到警局報案，警察在上門調查時，最終在張祺忠的辦公室發現藏尸用的大木箱，以此逮捕張祺忠。案件於2020年11月在香港高等法院正式開庭審理，控辯雙方圍繞被告張祺忠是否故意殺人展開辯論，最終陪審團以5比2的大比數，裁定張祺忠謀殺罪成，依例判處終身監禁。
由於事發地點特殊，加上嫌犯張祺忠是香港大學校委，關心學生及教職員的貼身利益，在校內積累一定名望，案件受到廣泛關注。

## 背景
1964年，張祺忠出生於香港一個平民家庭，中學就讀於聖保羅書院，及後負笈英國伯明翰大學修讀理學士學位，憑一級榮譽畢業，之後拿獎學金到威爾士大學讀博士，回港前在英國著名汽車零件公司「Dunlop-topy Wheels Ltd」擔任維修工程師2年。1987年在英國結識家境殷實的妻子陳慧文（Tina），翌年在當地結婚，兩年後長女張思慧（Nancy）出世。1991年，夫婦二人攜同張思慧回港定居，張祺忠先在香港城市大學任教一年，其後至香港大學工程學院機械工程學系任職副教授，長達27年，專注於智能自動檢測系統的研究，同時擔任港大校委會委員兼工程學院助理院長，也是偉倫堂的舍監。案發三週前，陳慧文偕同張祺忠到英國探望胞妹陳慧賢，期間駕車外出共餐時曾就路向爭吵，兩人關係因此改變。
死者陳慧文事發時53歲，自稱擁有大專學歷、經驗10年的老牌育兒專家，曾在育兒陪月網站刊登服務廣告。雖然案發現場位於張祺忠在偉倫堂的宿舍，但夫婦二人名下有五個物業，包括干德道慧豪阁、羅便臣道信怡閣、列堤頓道嘉華大廈、牛池灣峻弦、皇后大道西景賜大廈，從1994年到2012年間由陳慧文購入，按案發時市價估價，一共高達6800萬元。陳慧文連番出手，令張祺忠面臨巨大的財務壓力，薪金加上租金收入都無法償還不同銀行的按揭貸款。
案發前夕，陳慧文和胞妹陳慧賢於2018年8月14日到星展銀行旺角分行咨詢開戶事宜，負責接待的銀行客戶經理曾向二人介紹存款會得到回贈，二人遂開通戶口，但要擇日入錢和再開立投資戶口。8月16日，陳慧文和陳慧賢再度來到銀行，指自己除400萬外，還有約200萬閒置資金，詢問賺取回贈。客戶經理建議介紹其他人開戶，陳慧文故決定邀請丈夫開戶。之後，陳慧文致電丈夫，通知他晚些時候簽下銀行人員給他的全部文件。然而，客戶經理與同事到港大找他時，他沒有多理會開戶的事情，需擇日再談。當天，陳慧文兩人也到花旗銀行銅鑼灣分行計劃存款400萬港元。陳慧文所提供的支票出自張祺忠的賬戶，但賬戶的實際金額不多，因此支票屬空頭支票，若使用必定彈票。

## 案發經過
2018年8月16日晚，張祺忠接見申請入住偉倫堂的學生後，返回寓所時目睹妻子與女兒爭吵。當晚他兒子不滿自己房間廁所板被母親調換，遂用膠紙封上其姊和母親所用的廁所，並在上面擠上朱古力醬。大女兒返家後，看到廁所不能使用，要求母親打理廁所，但母親不予理睬，入房關門。女兒不悅，用晾衣架大聲撞門，母親打開房門，女兒將膠紙扔入房內，並拉母親，要她清理廁所。
一番爭吵過後，女兒憤然離家，到朋友家暫住。張祺忠和妻子則回房間，各自坐在床邊看電腦和手機。按照慣例，張祺忠為妻子送上一杯橙汁，但妻子飲後指橙汁變味，要他去超市退貨。張祺忠大怒，指女兒見家中橙汁已喝光，買了另一個牌子。他又指責妻子剛剛把女兒趕走，是不是想把她罵到以後都不回家，妻子反過來指責他沒有制止女兒，沒有履行為人父親的職責。張祺忠指責妻子未清理廁所，妻子反指廁所的事情不是她造成的，揚言要離家，又說如果不是因為自己，張祺忠不可能擁有那麼多物業。張祺忠表示，自己買樓去銀行按揭需要工資證明，妻子則表示「打份工好叻咩，旨意你......靠你揸兜都得啦」，並一腳將張祺忠踢下床。張祺忠準備離開房間，伸手從床底拿拖鞋，但摸到電線。張祺忠心想「你咁多野講呀啦」，便從背部用電線箍住她的脖子，將其勒至斷氣，繼而在她頭髮後將電線打結。
張祺忠知道自己殺了人，非常害怕，但也不想讓其他人知道這件事。於是將妻子的尸體藏進一個藍色行李箱，將其放在兒子房間門口。之後返回自己的房間，坐在床上半睡半醒，直至翌日早上。上午，他向寄住在家中的陳慧文胞妹陳慧賢謊稱陳慧文已出門，之後如常送兒子張思博（Scott）去牙醫診所上班，回來時家中空無一人。張祺忠於是趁機會將尸體從藍色行李箱移至另一個綠色的行李箱，將箱子置於露台。時值炎夏，尸體迅速散發臭味，於是張祺忠從木材店買來八塊木板，依照行李箱的尺寸製作木箱。之後幾天，張祺忠將木箱留在露台，再把木箱放在居住樓層的大堂某角落。此外，為了製造妻子離家出走的假象，張祺忠扔掉妻子的鞋子和護照，之後如常游泳、放狗，也曾向妻子WhatsApp發送「Hello」等消息作掩飾。

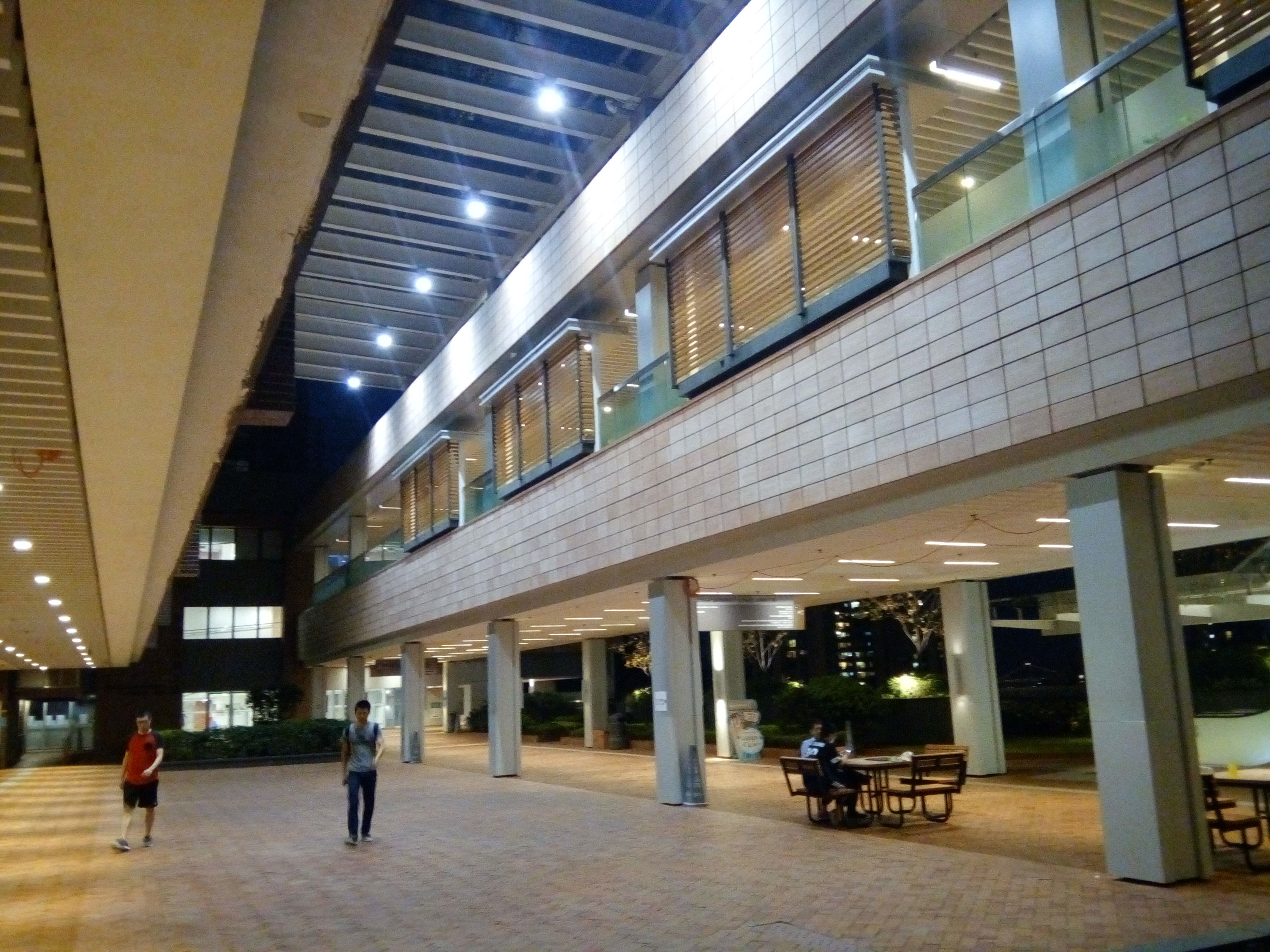
香港大學黃克競大樓

陳慧賢幾日不見姊姊蹤影，非常擔心，便向張祺忠質問姊姊的去處，張祺忠回稱她姊姊那天拿著護照出去旅遊放鬆心情了。陳慧賢當下釋除了疑慮，但事後仍覺得事情不對勁，於是向張祺中女兒張思慧表露了自己想報警的想法。張思慧將其小姨的想法以WhatsApp傳遞給張祺忠，張祺忠堅持要自己報警。他在收到短訊後，將露台的木箱搬到居住樓層的大堂。8月20日晚，張祺忠攜同張思慧到警局報警，其後張祺忠陪同警察到偉倫堂單位搜查，一同查看大樓閉路電視的片段，其中在大廈升降機入口處發現一個身影疑似妻子的女性，遂將該女子指認為自己的妻子，藉此打發警察。他又預料警察必定會到大廈搜查，必須處理尸體，但又不想將尸體投入大海或垃圾站，於是將大堂的木箱移至自己黃克競大樓的辦公室，在搬運時又放上爐具和微波爐以作掩飾。

## 警方調查
2018年8月22日，警方再次來到偉倫堂調查時，在停車場見到張祺忠將裝有車輪的木箱推往一輛停泊好的貨車處。木箱以淺藍色布覆蓋，上面放有上放有煮食爐和微波爐。警方上前打招呼，但張祺忠沒有回應，徑直推動木箱。然而木箱十分重，張祺忠推的時候失去方向，在貨車司機的幫助下才將木箱搬上尾箱。警方詢問木箱內放置的物品，張祺忠訛稱裡面裝有Ocamp（迎新營）物品，預留給夏天沙灘活動，之後便離開。警方認為張祺忠搬運木箱的舉動存在可疑，於是又於8月24日返回偉倫堂翻查閉路電視，在16樓的大堂處發現煮食爐。之後又到張祺忠黃克競樓的辦公室盤問，張祺忠改口稱木箱裝著一些舊生留下的電子器材和鋁條，因為過段時間要舉辦機器人比賽，他把該些物品帶返大學，讓學生決定是否有需要使用。
經過連日調查，警方發現陳慧文並未離開偉倫堂寓所，遂於8月25日安排張祺忠等人到港島區重案組總部接受查問。警察問張祺忠是否藏匿陳慧文，張祺忠否認，之後又到偉倫堂寓所調查，期間張祺忠的上半身一度探出露台，警方擔心他有危險，將他拉回來。之後眾人到辦公室搜查，張祺忠期間有發短訊。警方途經張祺忠辦公室，聞到一股濃烈的臭味，張祺忠慌忙辯稱自己沒有在辦公室打開木箱。警方要求他打開房門，入內尋找氣味來源未果。由於房間內雜物繁多，警方未進行全面搜查，暫無特別發現。此時，警方收到張思慧男友打來的電話，指張祺忠剛才在家庭WhatsApp群組聲稱想自殺，警方查看張祺忠手機，張祺忠隨即變得激動和不合作，表示「你懷疑我，我想死」。張祺忠冷靜下來，帶警察到樓內的一個房間，出示六塊木板和一輛板車。事實上，由於張祺忠猜測警方會詢問木箱去向，故預先再到木材店買6塊木板，向警方假裝已將箱拆開，但真正藏屍的木箱一直在他的辦公室沒有移走過。
8月28日，警方再次到黃克競樓七樓的張祺忠辦公室調查。升降機大門剛打開，屍體腐化氣味便傳來，而整層樓只有張祺忠的房間打開房門。警方來到辦公室，問張祺忠臭味從何而來，張祺忠謊稱有死老鼠。警方直接問張祺忠，問他妻子到底是生還是死，張祺忠驚慌，未直接回應，最終在張祺忠辦公室發現白色木箱。警方問張祺忠是否將陳慧文的尸體藏於箱內，張祺忠表示，「你都搵到個箱，我唔洗講，你都知」。木箱打開，行李箱出現，裡面裝著的尸體發漲腐爛，漏出血水，踡縮成一團，只著內衣褲，頸部有兩根電線纏繞。張祺忠因涉嫌謀殺當場被捕。不過，警方在調查時認為陳慧文的死因存在多個可能性，可能是自殺，可能是子女與被告合謀，故未立即肯定張祺忠是疑犯。

## 後續
被捕當天早上，張祺忠曾發電郵安撫偉倫堂宿生及教職員，解釋警方只是調查家中失蹤人員，希望大家不必擔心，並對此表示抱歉。張祺忠女兒張思慧也曾在陳慧文失蹤後於校園內張貼尋人啟事。
在2018年8月29日的新生開學禮上，時任港大校長張翔發言時主動提及張祺忠被捕事件，指自己對這起「校園慘劇」感到震驚，認為事件真相尚未明確，會向受影響的師生及教職員提供適當支援，幫助他們渡過艱難時刻。8月30日晚，香港大學學生會評議會召開緊急會議，一致投票同意暫停張祺忠學生會榮譽司庫一職，經濟及工商管理學院助理教授梁小菁將擔任署理學生會榮譽司庫。

## 案件審訊
張祺忠於2018年8月30日在東區裁判法院提訊。控方申請將案押後，等待警方後續調查，又指被告聲稱有自殺傾向，要求懲教署在押後期間特別看管被告。
案件於2018年11月22日再訊，控方指需待驗屍及基因化驗報告。裁判官准案押後至2019年2月14日再訊，張繼續還押。2月14日的提訊指死者死因為頸部受壓，但基因化驗報告則未有結果，故押後至2019年3月28日再訊。為完成三個認人手續、證人辨認證物及死者頸上電線和衣物的基因報告，案件又押後到2019年5月23日處理。2019年6月20日，控方加控張祺忠阻止合法埋葬罪，而案件押後至2019年7月29日進行交付程序。

### 證人憶述
2020年11月9日，香港高等法院正式審理案件。死者陳慧文的胞妹陳慧賢是控方證人之一，但由於陳慧賢受2019冠狀病毒病疫情影響無法從英國返港出庭，控方在庭上讀她作的三份書面證詞。案發時，她帶同8歲女兒來香港找死者，寄住在偉倫樓寓所。她形容死者性格火爆，欠缺耐性，愛指責他人，相比之下被告很少說話，常板著臉，夫妻相處時會順從死者，財務也由死者掌管。她又指被告和死者「慳家」：被告較常光顧快餐店，少上高級餐廳，夏季熱天都少開冷氣；而死者會選在早上和下午的特價時段到酒樓飲茶，和家人外出用膳時都會分賬，去旅行會買最平的機票，訂最平的酒店。當晚被告行兇時，她曾留意到被告在房間內用身體壓住陳，誤以為兩人在親熱。
星展銀行客戶經理趙建威認同死者行為霸道，難以融洽相處。他提供開戶服務時，死者曾不停向他要求更多的優惠，態度咄咄逼人；又要求趙經理去港大找被告開戶，否則就轉到西環分行開戶。趙經理為了業績，便和同事一起去港大找被告。這種類似「飛的」服務一年只會提供一兩次，正常情況下不會有。後來為死者開戶口的花旗銀行銷售助理李鍵豪提到當日死者取出一張400萬元的支票，稱丈夫讓她用這筆錢買喜帖街物業。他形容死者「買樓好似買棵蔥咁易」，加上其提供的住址是在沙宣道，屬富人區，故認為死者相當富有，另外死者曾透露丈夫富有和忙碌。
死者兒子張思博為牙醫，據他介紹，死者和被告為人友善、有禮貌、待人熱誠，但是死者講話口直心快，容易中傷他人，經常爆發口頭衝突，也時常改變主意。雖然死者和被告不時爭吵，但罵人的一方都是死者，被告很少回擊，但雙眼會瞪大並自言自語。案發前的數年間，被告也變得易怒，開不起玩笑。另外，死者亦曾指罵父親的收入不多，如果不是她投資，恐怕會「揸兜」，甚至會在其他親戚多次強調這番說話，但實際上被告收入沒有這麼差。死者長女張思慧為廉政公署調查主任，她表示死者說話尖酸，經常會就小事和被告爭吵，但兩人平日相處頗為愉快，死者每次去打羽毛球，幾乎都有被告接送。她呈上兩人的合照，形容「佢地成日都好開心好sweet」。
建築師陳梁材和被告認識50多年，是小學至預科的同學。他指被告性格隨和，以往頻繁出席同學聚會，但近年來多番推搪，出席聚會次數減少。被告還押期間，他曾前往探望，並會互通書信，認為被告是值得他付出的朋友。至於死者，他認為她缺乏社交技巧和幽默感，有一次到她府上燒烤時，竟然要求他自己動手，並指被告的朋友都是這樣的，難道要她招呼。作為被告的同事，港大機械工程系行政主任何達權形容被告工作有熱誠，樂於幫助同事，對學生愛護有加。他又說，張祺忠2018年3月病癒出院後，工作效率兼決策能力下降，耐性轉差，有時開會之後會發脾氣，怒斥校政對學生及教職員造成不公，曾目睹張祺忠拍枱罵人。偉倫堂員工蔡榮輝（音）居於被告樓下，他透露死者外號「天拿水」，出自其英文Tina，寓意「一撻（點）即著」，偉倫堂的太陽能板安裝工程就因為她投訴而延誤；他有時會聽到死者在家中大叫或罵人，認為她個性好強，但不算太強勢。

### 專家意見
臨床心理專家鄭健榮表示，被告在會見時透露自己情緒自我調節能力偏弱，即便是輕微的壓力都會產生不良情緒。他分析，被告的心理情況是工作量過多和身體狀況所致，但最主要的原因出自死者。死者經常在別人面前侮辱被告，形同精神虐待，導致被告情緒控制能力受損，長期壓抑自身情緒。精神科醫生何美怡表示，被告本身患有嚴重抑鬱症，情況在案發前數月變得尤為嚴重，容易發怒；她認為被告精神壓力來自工作及與死者的緊張關係，兩人關係在子女回港生活後變得更加緊張，每論及子女時，被告往往會反駁。青山醫院法醫精神科醫生蕭慧敏綜合各方資料，判斷被告案發時患上抑鬱症，影響判斷及自制力，但沒有證據顯示被告詐病。

### 控辯雙方觀點
控方引述專家觀點，認為被告殺人時十分冷靜，沒有情緒失控。雖然死者比較頑固，但不全然是壞人，有時也會關心被告。被告用電線勒死死者，將電線打結，並用工具扭緊繩結，目的是確定死者能斃命，手法如同工程系實驗。被告否認，指自己當時情緒失控，並非故意殺人。但控方直指被告是因為支票衍生的錢財糾紛向死者下毒手，並非因為夫妻爭吵殺人。辯方堅持被告因失控犯案，原因與案件開出的支票無關。
控方表示，死者雖曾罵被告「靠你揸兜都得啦」，但財務上依靠被告，故這些說話不會傷及被告自尊。被告回應稱，死者的財務並不依靠他，買樓、出租物業等事宜均由兩人一同決定。死者責罵他，將買樓收租的事情全部歸為自己功勞，抹殺自己的努力，因此覺得受傷害。在被死者以「廢」、「仆街」等字眼指罵時，他會不開心。控方又問被告有否要求死者停止侮辱，被告表示自己未有直接講出，但發怒的時候對方應該理解到，自己一向的做法是等事情結束，沒有考慮到行動。控方質疑被告已習慣妻子「指指點點」，被告否認，只覺發怒也改變不了情況。

### 法庭裁決
控辯雙方於2020年11月24日完成結案陳詞。案件法官彭寶琴引導陪審團時指出，案件的主要爭議點是被告是否在被激怒或精神失常的情況下殺死其妻；如果陪審團認同辯方觀點，即被告在啞忍死者多年的家庭暴力下精神失常，或是在案發當日因受死者責難而失控殺人，應判被告誤殺罪名成立；如果認同被告在清醒狀態下勒死妻子，則判謀殺罪成。她提醒陪審團，只可以根據法庭證供判斷，不能被同情心左右。
經過商議，四男三女的陪審團於26日給出4比3的裁決，未達大比數，須繼續考慮。經過8小時的商議，陪審團於翌日晚以5比2的大比數裁定被告張祺忠謀殺罪成。辯方表示了解謀殺罪的刑罰是終身監禁，但希望就被告早前承認的阻止屍體合法埋葬罪求情，包括整理張的學生及同事等352人所寫的100多封求情信。
2020年12月3日，案件法官彭寶琴在聽畢辯方求情後，就謀殺罪和阻止屍體合法埋葬罪正式分別判張祺忠終身監禁和監禁28個月，全部刑期同期執行。早前被告曾承認犯誤殺罪和阻止屍體合法埋葬罪，但控方不接納誤殺罪認罪。被告代表大律師夏偉志表示，被告服刑10年左右，長期監禁刑罰覆核委員會一般會覆核有關刑期。他認為本案情況不尋常，促請法庭按《刑事訴訟程序條例》第67B（2）條，考慮以書面形式向特首報告有關情況，以便覆核委員會日後覆核時考慮。

### 上訴
2024年1月4日，香港高等法院上訴法庭處理張祺忠的上訴申請，上訴方資深大律師夏偉志不適，未有出庭，故法官將案件押後至2月2日再審理，又透露已是第二次押後，提醒上訴方屆時不會再延期。2月2日，上訴庭三名法官聽罷雙方陳辭，經考慮後裁定他上訴得直，案件發還另一法官重審，將於2個月內頒下書面理由。